# Кайнар (Сузацький район)
Кайна́р (каз. Қайнар) — село у складі Сузацького району Туркестанської області Казахстану. Входить до складу Сизганського сільського округу.
Населення — 1198 осіб (2021; 986 у 2009, 784 у 1999, 891 у 1989).